# Кулоглу джамия
Нишанджи Кулоглу Мехмед Челеби джамия (на македонска литературна норма: Мехмед Челеби џамија, Кулоглу џамија, на турски: Nişancı Kuloğlu Mehmed Çelebi Camii, Kuloğlu Cami, на албански: Xhamia Kullollu) е мюсюлмански храм, намиращ се в град Охрид, Северна Македония. Сградата е обявена за важно културно наследство на Северна Македония.
Джамията е изградена в махалата Кочища, на стария път за Струга, днес улица „Гоце Делчев“. Датира от XVIII век.
Храмът има осмоъгълна основа с покрив на осем води от керемиди. На северозападната страна в по-ново време е достроен двуетажен трем. Минарето се намира на западната страна, на прехода от молитвеното пространство към трема. В минарето с влиза пред вход във вътрешността на джамията. Градежът и на самата джамия и на минарето е от необработени камъни, които са измазани с хоросан. Осветлението става през прозорците поставени в три реда на всяка страна, освен на тези с михраба, входа и минарето. Михрабът, минбарът и махвилът са нови. Като украса са използвани профилирани бордюри около михрабната ниша и рисувана декорация в купола.
В двора на джамията има надгробни камъни от XVI век, което показва съществуването на по-стар сакрален обект на мястото ѝ.